# Мільто Олексій Олексійович
Олексій Олексійович Мільто́ (нар. 27 жовтня 1931, Селіваново, Ярославська область — пом. 9 липня 2012) — український вчений в галузі суднобудування; доктор технічних наук з 1988 року, професор з 1990 року; заслужений машинобудівник УРСР з 1991 року.

## Біографія
Народився 27 жовтня 1931 року в селі Селівановому (тепер Ярославська область Росії). 1955 року закінчив Горьковський інститут інженерів водного транспорту. Працював на виробництві. З 1957 року в Українському науково-дослідному інституті технології суднобудування в Миколаєві — інженер, а з 1991 року — директор. Від 2010 року — на пенсії.

Могила Олексія Мільто

Помер у 80-річному віці 9 липня 2012 року. Похований в Києві, у колумбарії Байкового кладовища (50°24′56.80″ пн. ш. 30°30′5.2″ сх. д. / 50.4157778° пн. ш. 30.501444° сх. д.).

## Праці
Праці присвячені технології суднобудування, залізобетонному суднобудуванню:
- Справочник по железобетонному судостроению. Ленінград. 1969, у співавторстві (Егоров Н. М., Миронов В. И., Протопопов В. Б., Рыбалов И. И.);
- Совершенствование продольного спуска судов. Ленінград. 1973 (у співавторстві);
- Судовые устройства. Ленінград. 1987 (у співавторстві).